# میتسوبیشی ۲ام‌آر۸
میتسوبیشی ۲ام‌آر۸ (به انگلیسی: Mitsubishi 2MR8) یک هواپیمای ساختِ کارخانهٔ میتسوبیشی در کشور ژاپن است. نخستین استفاده‌کنندهٔ این هواپیما نیروی هوایی ارتش امپراتوری ژاپن بوده‌است. این هواپیما برای نخستین بار در ۲۸ مارس ۱۹۳۱ میلادی مورد استفاده قرار گرفت.